# 上田育弘
上田 育弘（うえだ いくひろ、1963年 - ）は、日本の元弁理士。ベストライセンス株式会社社長。

## 経歴
大阪大学工学部金属材料学科を卒業後、大手自動車メーカーで6年間勤務。東京大学大学院法学政治学研究科修士課程を修了する。1994年より弁理士としての活動を開始するも、2013年4月10日付で日本弁理士会から会費滞納を理由に退会処分を受けて弁理士登録が抹消され、弁理士として業務を行うことができなくなった。
同時期より自身および『ベストライセンス株式会社』の名義で、他社がすでに使っている商品名などについて、極めて多くの商標の登録出願を開始。そのほとんどは手数料を支払っていないために却下されているが、出願情報は出願公開公報やJ-PlatPatにて公表され、却下されるまでの間に既に商品名などを使用していた他社が使用や商標登録を断念する懸念があるため、特許庁がホームページにて注意喚起を行っている。

## 商標登録大量出願
上田が自身および『ベストライセンス株式会社』名義で商標登録出願を行った範囲には、連続テレビ小説『あまちゃん』の『じぇじぇじぇ』（商願2014-001492）、ドラマ『半沢直樹』の『倍返し』（商願2014-032028）などの流行語から、『一週間フレンズ』（商願2014-39418）や『ラブライブ』（商願2014-39416）といった名称そのものまで含まれている。さらに、携帯電話を意味する『MOBILE』の冒頭にAからZまでのアルファベット1字を加えたものも出願した。
また、出願件数も膨大であり、『STAP細胞はあります』（商願2015-13917）などを出願した2015年の総出願件数は14,786件、『民進党』（商願2016-110169）などを出願した翌2016年は25,000件を超え、日本全体の出願件数の1割以上に及んでいる。
2016年10月5日にはピコ太郎の楽曲『ペンパイナッポーアッポーペン』（商願2016-133239）と『PPAP』（商願2016-108551）などの略称を出願し、同時期に『PPAP』の商標出願を行っていたエイベックス・グループ・ホールディングスとの間でトラブルとなっていることが報じられた。上田はニュース番組『ユアタイム』（フジテレビ）の取材に対し「正当な競争。先に出願してるから当社（ベストライセンス株式会社）の勝ちなんですよ」と答えた。ベストライセンスおよび上田は、ピコ太郎やエイベックスと何の関係もなく、先に商標登録して権利を得ることで利益に繋げる事を目的としていると公言している。
しかし、これらの出願は、他人の周知・著名商標等と紛らわしい場合や、公共の機関の標章と紛らわしい等公益性に反する場合等には、商標法第4条に該当して商標登録されることはない。また、仮に商標登録されたとしても、曲名や歌詞に用いることは商標の使用にはあたらないため、制限されない。さらに、商標法第29条では、商標登録出願の日より前に生じた他人の著作権、著作隣接権に抵触する商標は使用できないとされているため、『PPAP』の著作者であるピコ太郎本人がCDや関連グッズ販売を含む『PPAP』を使用することには障害がないとみられている。なお、後に『ペンパイナッポーアッポーペン』と『PPAP』はエイベックス・グループ・ホールディングスの商標として登録され、ベストライセンスによる出願は却下されている。
2018年に商標法の改正が行われ、手数料未納の商標出願から分割した場合は、分割後の出願についてもとの出願日を維持しないこととなったが、この改正はベストライセンス対策で行われたと見られている。さらに2022年1月からは却下処分の迅速化を目的として、却下処分前の確認通知書の送付が廃止された。